# Tetragnatha
Genre
Synonymes
- Eugnatha Audouin, 1826
- Deinagnatha White, 1843
- Eucta Simon, 1881
- Limoxera Thorell, 1890
- Prionolaema Simon, 1894
- Arundognatha Wiehle, 1963

Tetragnatha est un genre d'araignées aranéomorphes de la famille des Tetragnathidae.

## Distribution
Les espèces de ce genre se rencontrent près des eaux douces de quasiment tous les continents: en Asie, en Océanie, en Amérique, en Afrique et en Europe.

## Paléontologie
Ce genre est connu depuis le Paléogène.

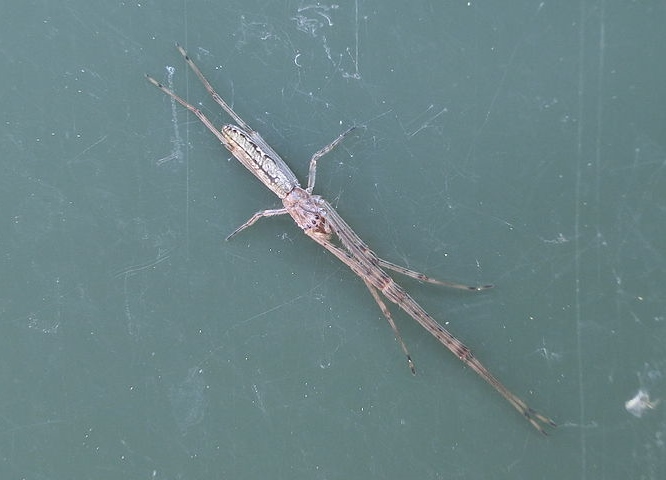
Tetragnatha bituberculata

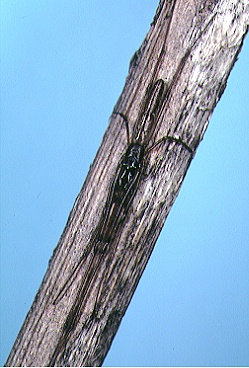
Tetragnatha ceylonica

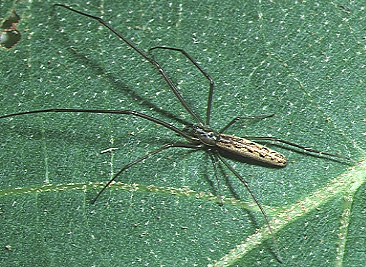
Tetragnatha iriomotensis

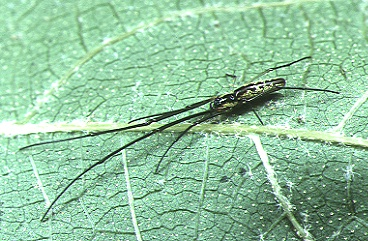
Tetragnatha lauta

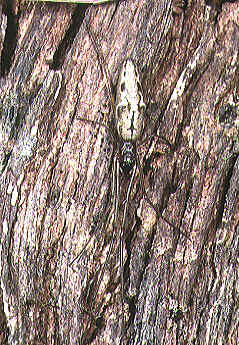
Tetragnatha makiharai

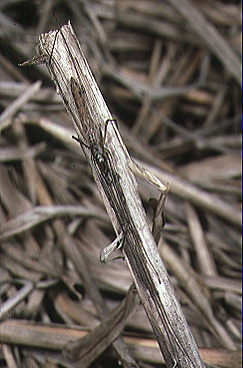
Tetragnatha mandibulata

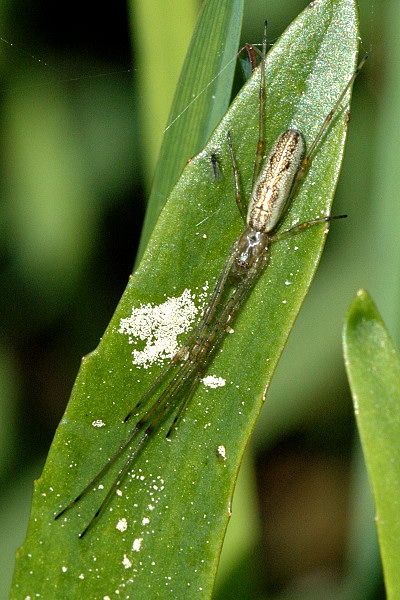
Tetragnatha montana

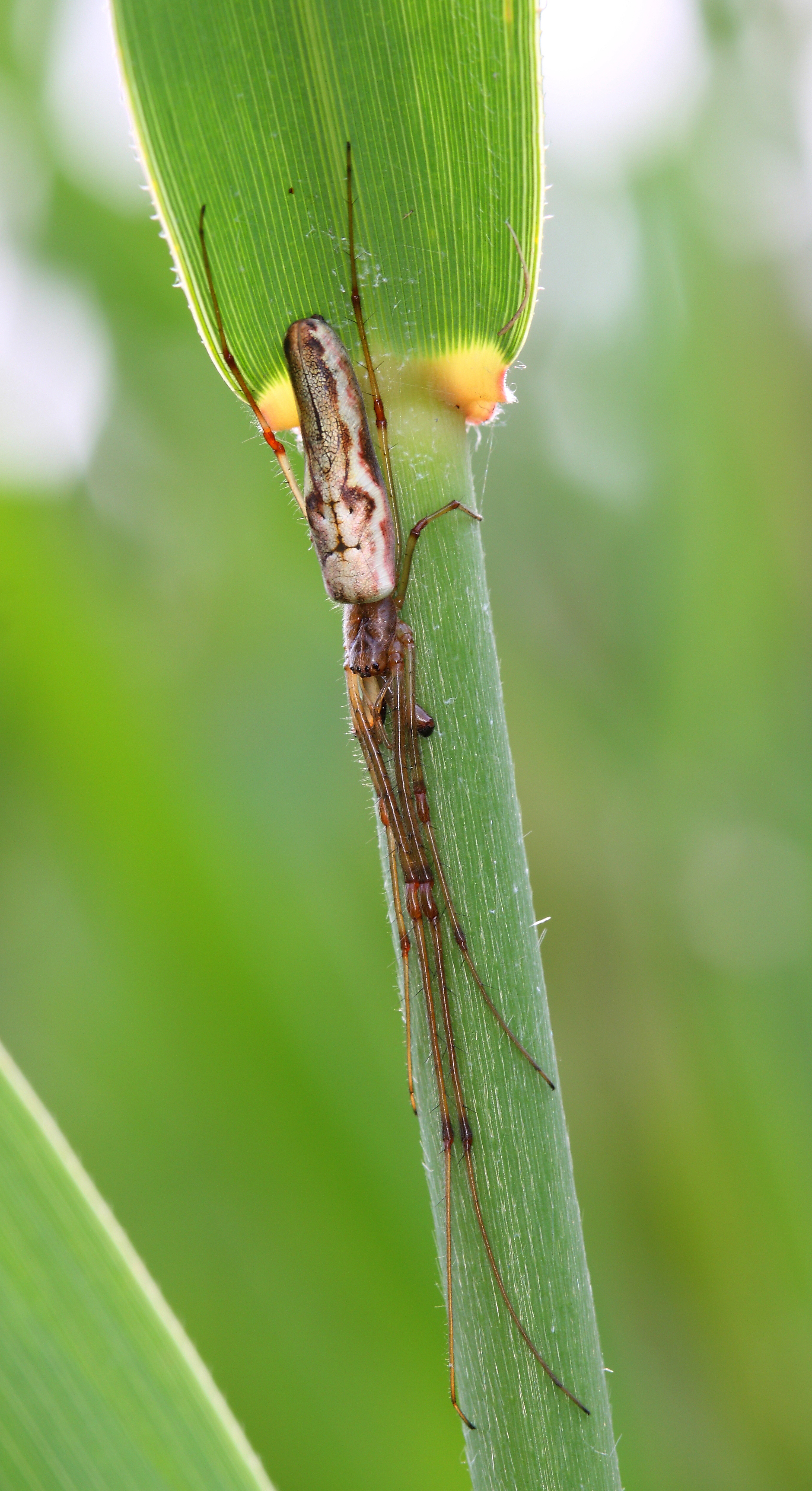
Tetragnatha praedonia

## Liste des espèces
Selon World Spider Catalog (version 25.5, 06/02/2025) :
- Tetragnatha acuta Gillespie, 1992
- Tetragnatha aenea Cantor, 1842
- Tetragnatha aetherea (Simon, 1895)
- Tetragnatha albida Gillespie, 1994
- Tetragnatha amazonica Castanheira, Baptista & Oliveira, 2022
- Tetragnatha amoena Okuma, 1987
- Tetragnatha anamitica Walckenaer, 1841
- Tetragnatha andamanensis Tikader, 1977
- Tetragnatha andonea Lawrence, 1927
- Tetragnatha angolaensis Okuma & Dippenaar-Schoeman, 1988
- Tetragnatha anguilla Thorell, 1877
- Tetragnatha angulata Hogg, 1914
- Tetragnatha anuenue Gillespie, 2002
- Tetragnatha argentinensis Mello-Leitão, 1931
- Tetragnatha armata Karsch, 1892
- Tetragnatha atriceps Banks, 1898
- Tetragnatha atristernis Strand, 1913
- Tetragnatha baculiferens Hingston, 1927
- Tetragnatha beccarii Caporiacco, 1947
- Tetragnatha bengalensis Walckenaer, 1841
- Tetragnatha bicolor White, 1841
- Tetragnatha bifurcata Li & Liu, 2022
- Tetragnatha bimaculata Li & Liu, 2022
- Tetragnatha biseriata Thorell, 1881
- Tetragnatha bituberculata L. Koch, 1867
- Tetragnatha boeleni Chrysanthus, 1975
- Tetragnatha bogotensis Keyserling, 1865
- Tetragnatha boninensis Okuma, 1981
- Tetragnatha brachychelis Caporiacco, 1947
- Tetragnatha branda Levi, 1981
- Tetragnatha brevignatha Gillespie, 1992
- Tetragnatha bryantae Roewer, 1951
- Tetragnatha caffra (Strand, 1909)
- Tetragnatha cambridgei Roewer, 1942
- Tetragnatha caudata Emerton, 1884
- Tetragnatha caudicula (Karsch, 1879)
- Tetragnatha caudifera (Keyserling, 1887)
- Tetragnatha cavaleriei Schenkel, 1963
- Tetragnatha cephalothoracis Strand, 1906
- Tetragnatha ceylonica O. Pickard-Cambridge, 1869
- Tetragnatha chauliodus (Thorell, 1890)
- Tetragnatha cheni Zhu, Song & Zhang, 2003
- Tetragnatha chinensis (Chamberlin, 1924)
- Tetragnatha chiyokoae Castanheira & Baptista, 2020
- Tetragnatha cladognatha Bertkau, 1880
- Tetragnatha clavigera Simon, 1887
- Tetragnatha cochinensis Gravely, 1921
- Tetragnatha coelestis Pocock, 1901
- Tetragnatha cognata O. Pickard-Cambridge, 1889
- Tetragnatha conica Grube, 1861
- Tetragnatha corsica Simon, 1929
- Tetragnatha crassichelata Chrysanthus, 1975
- Tetragnatha cristata Castanheira, Baptista & Oliveira, 2022
- Tetragnatha cuneiventris Simon, 1900
- Tetragnatha cylindracea (Keyserling, 1887)
- Tetragnatha cylindrica Walckenaer, 1841
- Tetragnatha cylindriformis Lawrence, 1952
- Tetragnatha dearmata Thorell, 1873
- Tetragnatha delumbis Thorell, 1891
- Tetragnatha demissa L. Koch, 1872
- Tetragnatha dentatidens Simon, 1907
- Tetragnatha desaguni Barrion & Litsinger, 1995
- Tetragnatha determinata Karsch, 1892
- Tetragnatha didorata Castanheira, Baptista & Oliveira, 2022
- Tetragnatha digitata O. Pickard-Cambridge, 1899
- Tetragnatha earmra Levi, 1981
- Tetragnatha eberhardi Okuma, 1992
- Tetragnatha elongata Walckenaer, 1841
- Tetragnatha elyunquensis Petrunkevitch, 1930
- Tetragnatha esakii Okuma, 1988
- Tetragnatha eumorpha Okuma, 1987
- Tetragnatha eurychasma Gillespie, 1992
- Tetragnatha exigua Chickering, 1957
- Tetragnatha exquista Saito, 1933
- Tetragnatha extensa (Linnaeus, 1758)
- Tetragnatha fallax Thorell, 1881
- Tetragnatha farri Chickering, 1962
- Tetragnatha filiciphilia Gillespie, 1992
- Tetragnatha filipes Schenkel, 1936
- Tetragnatha filum Simon, 1907
- Tetragnatha flagellans van Hasselt, 1882
- Tetragnatha flava (Audouin, 1826)
- Tetragnatha flavida Urquhart, 1891
- Tetragnatha fletcheri Gravely, 1921
- Tetragnatha foai Simon, 1902
- Tetragnatha foliferens Hingston, 1927
- Tetragnatha foveata Karsch, 1892
- Tetragnatha fragilis Chickering, 1957
- Tetragnatha franganilloi Brignoli, 1983
- Tetragnatha friedericii Strand, 1913
- Tetragnatha gemmata L. Koch, 1872
- Tetragnatha geniculata Karsch, 1892
- Tetragnatha gertschi Chickering, 1957
- Tetragnatha gibbula Roewer, 1942
- Tetragnatha gongshan Zhao & Peng, 2010
- Tetragnatha gracillima (Thorell, 1890)
- Tetragnatha granti Pocock, 1903
- Tetragnatha gressitti Okuma, 1988
- Tetragnatha gressittorum Okuma, 1987
- Tetragnatha guatemalensis O. Pickard-Cambridge, 1889
- Tetragnatha gui Zhu, Song & Zhang, 2003
- Tetragnatha hamata Thorell, 1898
- Tetragnatha hasselti Thorell, 1890
- Tetragnatha hastula Simon, 1907
- Tetragnatha hawaiensis Simon, 1900
- Tetragnatha heongi Barrion & Barrion-Dupo, 2011
- Tetragnatha hirashimai Okuma, 1987
- Tetragnatha hiroshii Okuma, 1988
- Tetragnatha hulli Caporiacco, 1955
- Tetragnatha insularis Okuma, 1987
- Tetragnatha insulicola Okuma, 1987
- Tetragnatha intermedia Kulczyński, 1891
- Tetragnatha iriomotensis Okuma, 1991
- Tetragnatha irridescens Stoliczka, 1869
- Tetragnatha isidis (Simon, 1880)
- Tetragnatha iwahigensis Barrion & Litsinger, 1995
- Tetragnatha jaculator Tullgren, 1910
- Tetragnatha javana (Thorell, 1890)
- Tetragnatha jejuna (Thorell, 1897)
- Tetragnatha josephi Okuma, 1988
- Tetragnatha jubensis Pavesi, 1895
- Tetragnatha kamakou Gillespie, 1992
- Tetragnatha kapua Gillespie, 2003
- Tetragnatha kauaiensis Simon, 1900
- Tetragnatha kea Gillespie, 1994
- Tetragnatha keyserlingi Simon, 1890
- Tetragnatha khanjahani Biswas & Raychaudhuri, 1996
- Tetragnatha kikokiko Gillespie, 2002
- Tetragnatha kiwuana Strand, 1913
- Tetragnatha klossi Hogg, 1919
- Tetragnatha kolosvaryi Caporiacco, 1949
- Tetragnatha kukuhaa Gillespie, 2002
- Tetragnatha kukuiki Gillespie, 2002
- Tetragnatha laboriosa Hentz, 1850
- Tetragnatha laminalis Strand, 1907
- Tetragnatha lancinans Kulczyński, 1911
- Tetragnatha laqueata L. Koch, 1872
- Tetragnatha latro Tullgren, 1910
- Tetragnatha lauta Yaginuma, 1959
- Tetragnatha lea Bösenberg & Strand, 1906
- Tetragnatha lena Gillespie, 2003
- Tetragnatha lepida Rainbow, 1916
- Tetragnatha levii Okuma, 1992
- Tetragnatha limu Gillespie, 2003
- Tetragnatha lineatula Roewer, 1942
- Tetragnatha linyphioides Karsch, 1878
- Tetragnatha llavaca Barrion & Litsinger, 1995
- Tetragnatha luculenta Simon, 1907
- Tetragnatha luteocincta Simon, 1908
- Tetragnatha mabelae Chickering, 1957
- Tetragnatha macilenta L. Koch, 1872
- Tetragnatha macracantha Gillespie, 1992
- Tetragnatha macrops Simon, 1907
- Tetragnatha maculata Blackwall, 1865
- Tetragnatha maeandrata Simon, 1908
- Tetragnatha maka Gillespie, 1994
- Tetragnatha makiharai Okuma, 1977
- Tetragnatha mandibulata Walckenaer, 1841
- Tetragnatha maralba Roberts, 1983
- Tetragnatha margaritata L. Koch, 1872
- Tetragnatha marginata (Thorell, 1890)
- Tetragnatha marquesiana Berland, 1935
- Tetragnatha martinicensis Dierkens, 2011
- Tetragnatha mawambina Strand, 1913
- Tetragnatha megalocera Castanheira & Baptista, 2020
- Tetragnatha mengsongica Zhu, Song & Zhang, 2003
- Tetragnatha mertoni Strand, 1911
- Tetragnatha mexicana Keyserling, 1865
- Tetragnatha micrura Kulczyński, 1911
- Tetragnatha minitabunda O. Pickard-Cambridge, 1872
- Tetragnatha modica Kulczyński, 1911
- Tetragnatha mohihi Gillespie, 1992
- Tetragnatha montana Simon, 1874
- Tetragnatha monticola Okuma, 1987
- Tetragnatha moua Gillespie, 2003
- Tetragnatha moulmeinensis Gravely, 1921
- Tetragnatha multipunctata Urquhart, 1891
- Tetragnatha nana Okuma, 1987
- Tetragnatha nandan Zhu, Song & Zhang, 2003
- Tetragnatha nepaeformis Doleschall, 1859
- Tetragnatha nero Butler, 1876
- Tetragnatha netrix Simon, 1900
- Tetragnatha nigricans Dalmas, 1917
- Tetragnatha nigrigularis Simon, 1898
- Tetragnatha nigrita Lendl, 1886
- Tetragnatha niokolona Roewer, 1961
- Tetragnatha nitens (Audouin, 1826)
- Tetragnatha nitidiuscula Simon, 1907
- Tetragnatha nitidiventris Simon, 1907
- Tetragnatha notophilla Boeris, 1889
- Tetragnatha noumeensis Berland, 1924
- Tetragnatha novia Simon, 1901
- Tetragnatha nubica Denis, 1955
- Tetragnatha obscura Gillespie, 2002
- Tetragnatha obscuriceps Caporiacco, 1940
- Tetragnatha obtusa C. L. Koch, 1837
- Tetragnatha oculata Denis, 1955
- Tetragnatha okumae Barrion & Litsinger, 1995
- Tetragnatha olindana Karsch, 1880
- Tetragnatha oncognatha Castanheira, Baptista & Oliveira, 2022
- Tetragnatha oomua Gillespie, 2003
- Tetragnatha oreobia Okuma, 1987
- Tetragnatha orizaba (Banks, 1898)
- Tetragnatha oubatchensis Berland, 1924
- Tetragnatha palikea Gillespie, 2003
- Tetragnatha pallescens F. O. Pickard-Cambridge, 1903
- Tetragnatha pallida O. Pickard-Cambridge, 1889
- Tetragnatha paludicola Gillespie, 1992
- Tetragnatha paludis Caporiacco, 1940
- Tetragnatha panopea L. Koch, 1872
- Tetragnatha papuana Kulczyński, 1911
- Tetragnatha paradisea Pocock, 1901
- Tetragnatha paradoxa Okuma, 1992
- Tetragnatha paraguayensis (Mello-Leitão, 1939)
- Tetragnatha parvula Thorell, 1891
- Tetragnatha paschae Berland, 1924
- Tetragnatha perkinsi Simon, 1900
- Tetragnatha perreirai Gillespie, 1992
- Tetragnatha phaeodactyla Kulczyński, 1911
- Tetragnatha pilosa Gillespie, 1992
- Tetragnatha pinicola L. Koch, 1870
- Tetragnatha piscatoria Simon, 1898
- Tetragnatha planata Karsch, 1892
- Tetragnatha plena Chamberlin, 1924
- Tetragnatha polychromata Gillespie, 1992
- Tetragnatha pradoi Castanheira, Baptista & Oliveira, 2022
- Tetragnatha praedonia L. Koch, 1878
- Tetragnatha priamus Okuma, 1987
- Tetragnatha protensa Walckenaer, 1841
- Tetragnatha puella Thorell, 1895
- Tetragnatha pulchella Thorell, 1877
- Tetragnatha punua Gillespie, 2003
- Tetragnatha quadrinotata Urquhart, 1893
- Tetragnatha quasimodo Gillespie, 1992
- Tetragnatha quechua Chamberlin, 1916
- Tetragnatha radiata Chrysanthus, 1975
- Tetragnatha rava Gillespie, 2003
- Tetragnatha reimoseri (Roșca, 1939)
- Tetragnatha renatoi Castanheira & Baptista, 2020
- Tetragnatha reni Zhu, Song & Zhang, 2003
- Tetragnatha restricta Simon, 1900
- Tetragnatha retinens Chamberlin, 1924
- Tetragnatha rimandoi Barrion, 1998
- Tetragnatha rimitarae Strand, 1911
- Tetragnatha riveti Berland, 1913
- Tetragnatha roeweri Caporiacco, 1949
- Tetragnatha rossi Chrysanthus, 1975
- Tetragnatha rouxi (Berland, 1924)
- Tetragnatha rubriventris Doleschall, 1857
- Tetragnatha scopus Chamberlin, 1916
- Tetragnatha serra Doleschall, 1857
- Tetragnatha shinanoensis Okuma & Chikuni, 1978
- Tetragnatha shoshone Levi, 1981
- Tetragnatha sidama Caporiacco, 1940
- Tetragnatha signata Okuma, 1987
- Tetragnatha simintina Roewer, 1961
- Tetragnatha sinuosa Chickering, 1957
- Tetragnatha sobrina Simon, 1900
- Tetragnatha sociella Chamberlin, 1924
- Tetragnatha squamata Karsch, 1879
- Tetragnatha stelarobusta Gillespie, 1992
- Tetragnatha stellarum Chrysanthus, 1975
- Tetragnatha stimulifera Simon, 1907
- Tetragnatha straminea Emerton, 1884
- Tetragnatha strandi Lessert, 1915
- Tetragnatha streichi Strand, 1907
- Tetragnatha striata L. Koch, 1862
- Tetragnatha subclavigera Strand, 1907
- Tetragnatha subesakii Zhu, Song & Zhang, 2003
- Tetragnatha subextensa Petrunkevitch, 1930
- Tetragnatha subsquamata Okuma, 1985
- Tetragnatha suoan Zhu, Song & Zhang, 2003
- Tetragnatha sutherlandi Gravely, 1921
- Tetragnatha tahuata Gillespie, 2003
- Tetragnatha tanigawai Okuma, 1988
- Tetragnatha tantalus Gillespie, 1992
- Tetragnatha taylori O. Pickard-Cambridge, 1891
- Tetragnatha tenera Thorell, 1881
- Tetragnatha tenuis O. Pickard-Cambridge, 1889
- Tetragnatha tenuissima O. Pickard-Cambridge, 1889
- Tetragnatha tincochacae Chamberlin, 1916
- Tetragnatha tipula (Simon, 1894)
- Tetragnatha tonkina Simon, 1909
- Tetragnatha torrensis Schmidt & Piepho, 1994
- Tetragnatha tortilis Li & Liu, 2022
- Tetragnatha trichodes Thorell, 1878
- Tetragnatha tristani Banks, 1909
- Tetragnatha trituberculata Gillespie, 1992
- Tetragnatha tuamoaa Gillespie, 2003
- Tetragnatha tullgreni Lessert, 1915
- Tetragnatha uluhe Gillespie, 2003
- Tetragnatha uncifera Simon, 1900
- Tetragnatha unicornis Tullgren, 1910
- Tetragnatha vacillans (Butler, 1876)
- Tetragnatha valida Keyserling, 1887
- Tetragnatha vermiformis Emerton, 1884
- Tetragnatha versicolor Walckenaer, 1841
- Tetragnatha virescens Okuma, 1979
- Tetragnatha viridis Walckenaer, 1841
- Tetragnatha viridorufa Gravely, 1921
- Tetragnatha visenda Chickering, 1957
- Tetragnatha waikamoi Gillespie, 1992
- Tetragnatha yalom Chrysanthus, 1975
- Tetragnatha yesoensis Saito, 1934
- Tetragnatha yinae Zhao & Peng, 2010
- Tetragnatha yongquiang Zhu, Song & Zhang, 2003
- Tetragnatha zangherii (Caporiacco, 1926)
- Tetragnatha zhaoi Zhu, Song & Zhang, 2003
- Tetragnatha zhaoya Zhu, Song & Zhang, 2003

Selon World Spider Catalog (version 23.5, 2023) :
- † Tetragnatha parva (Hong, 1985)
- † Tetragnatha pristina Schawaller, 1982
- † Tetragnatha tertiaria Scudder, 1885

## Systématique et taxinomie
Ce genre a été décrit par Latreille en 1804.
Eugnatha a été placé en synonymie par Walckenaer en 1841.
Deinagnatha a été placé en synonymie par Thorell en 1869.
Limoxera a été placé en synonymie par Simon en 1894.
Eucta et Arundognatha ont été placés en synonymie par Levi en 1981.
Prionolaema a été placé en synonymie par Dimitrov, Álvarez-Padilla et Hormiga en 2008.

## Chaîne alimentaire et intérêt
Les araignées du genre Tetragnatha se nourrissent essentiellement d'insectes aquatiques qu'elles capturent en construisant des toiles horizontales ciblant les insectes volants émergents. Elles sont elles-mêmes la proie de grenouilles, de serpents et d'oiseaux.
Tant ces caractéristiques propres, leur distribution que la facilité de leur capture pourraient permettre d'en faire des biosentinelles de la pollution au mercure omniprésente sur le globe terrestre, et d'analyser tant les sources de pollution aquatique au mercure que la façon dont celui-ci est réinjecté dans l'environnement terrestre.

## Publication originale
- Latreille, 1804 : « Tableau méthodique des Insectes. » Nouveau Dictionnaire d'Histoire Naturelle, Paris, vol. 24, p. 129-295.